# Samuel Daniell
Samuel Daniell (* 1775 in Chertsey, Surrey; † 16. Dezember 1811 in Ceylon) war ein britischer Maler, der für seine akkuraten Darstellungen der Tierwelt und Landschaft Südafrikas bekannt ist.

## Leben
Samuel Daniell, Neffe des Malers Thomas Daniell und Bruder von William Daniell, kam 1799 im Gefolge des Gouverneurs George Yonge in die britische Kapkolonie. Im Herbst 1801 drang er auf einer dienstlichen Mission tief ins Landesinnere vor. Seine Eindrücke von Betschuanaland hielt er in zahlreichen Zeichnungen fest, von denen er nach seiner Rückkehr 30 als Kupferstiche in der Serie African scenery and animals (1804–1805, 2 Teile) herausgab.
1806 ging er nach Ceylon, wo er als Forstaufseher der britischen Kolonialverwaltung viele Reisen durch das Land unternahm. Wiederum hielt er Land, Leute und Natur in Zeichnungen fest; 1808 erschienen 12 davon, gestochen von seinem Bruder, in London (A picturesque illustration of the scenery, animals and native inhabitants of the island of Ceylon). Er starb an einem tropischen Fieber und wurde in Ceylon beigesetzt.
Nach Samuel Daniells Tod brachte sein Bruder William weitere Stiche nach Vorlagen Samuel Daniells heraus: Sketches Representing the Native Tribes and Scenery of Southern Africa (48 Lithographien; 1820) und Twenty Varied Subjects of the Tribe of Antelopes (1832).

## Galerie

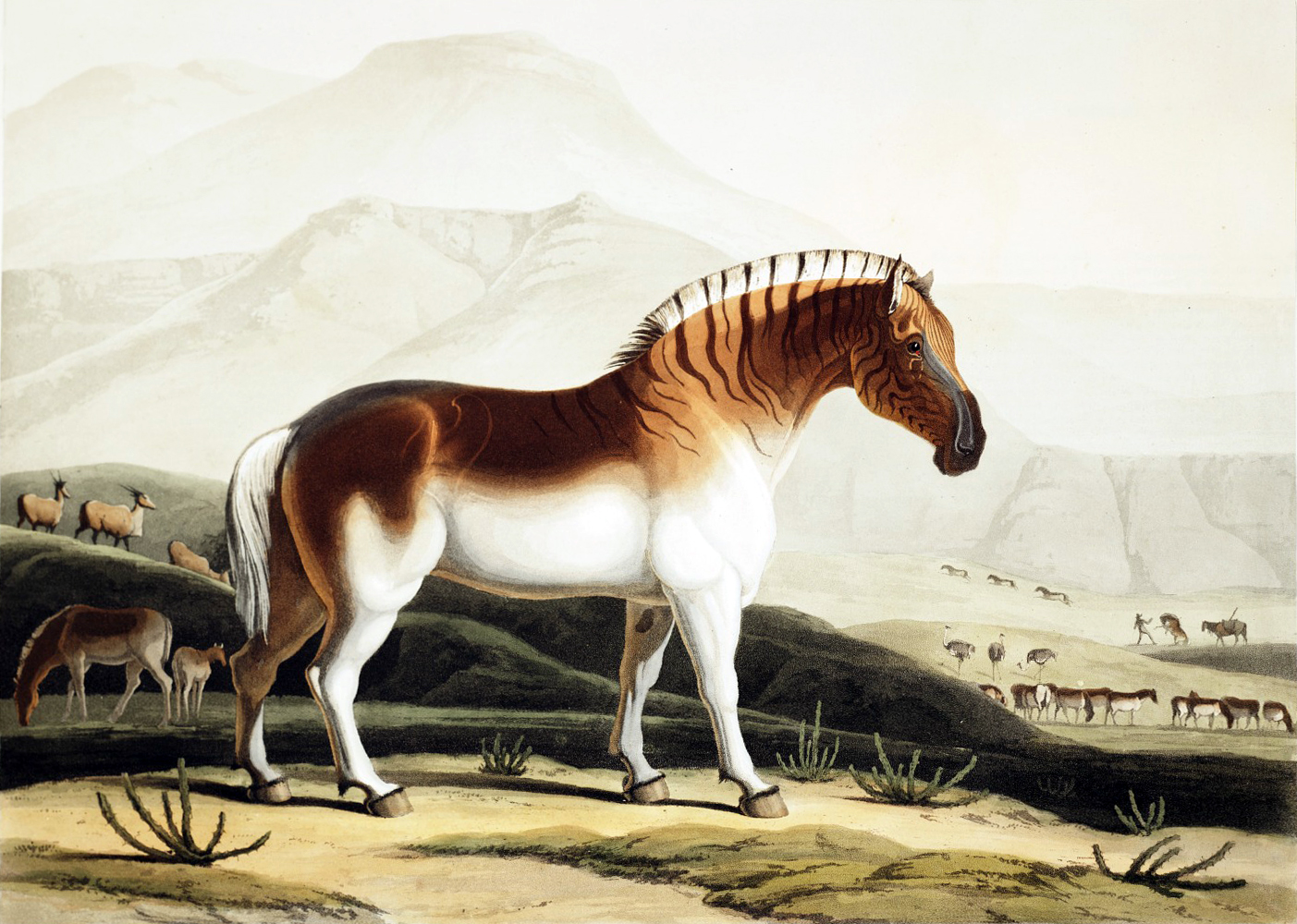
„Das Quagga“, Aquatinta 1804
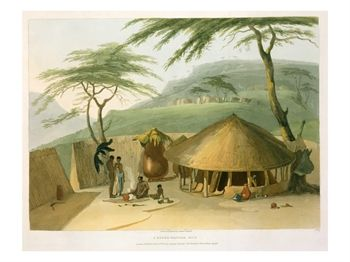
„Hütte in Betschuanaland“, Aquatinta 1804
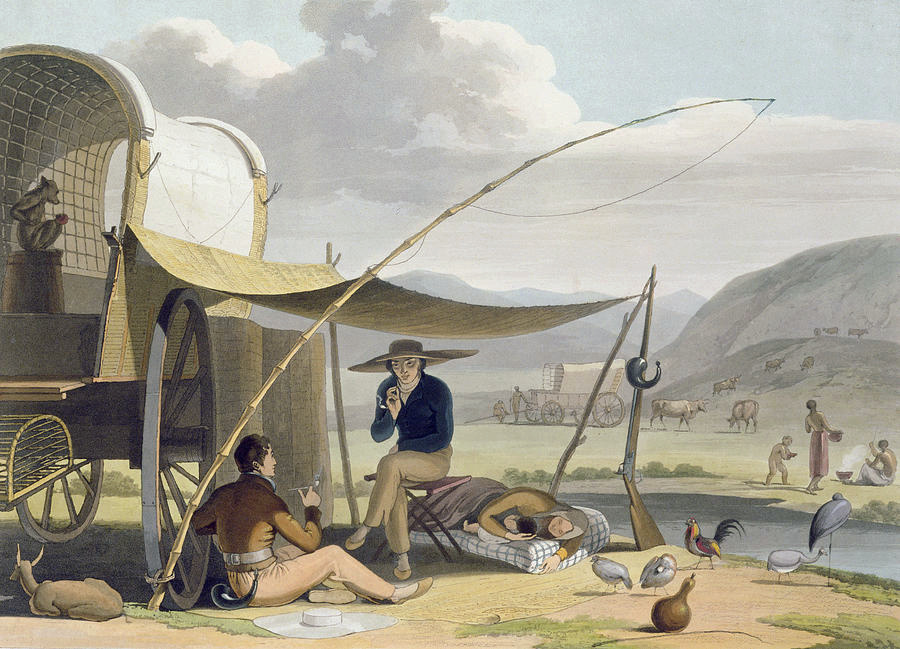
„Der Treckbure“, Aquatinta ca. 1804
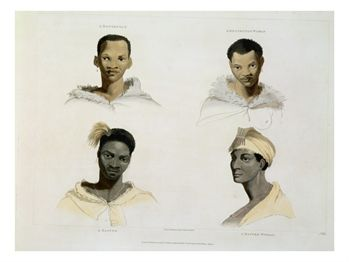
„Ein Hottentotte, eine Hottentotten-Frau, ein Kaffer, eine Kaffer-Frau“, Aquatinta ca. 1805